# Saif Ali Khan
Saif Ali Khan Pataudi (Nuova Delhi, 16 agosto 1970) è un attore indiano.
Ha recitato in molti film famosi di Bollywood.

## Biografia
È figlio di Mansoor Ali Khan Pataudi, giocatore di cricket e dell'attrice Sharmila Tagore nonché nipote del grande poeta Rabindranath Tagore.
Anche una delle sue due sorelle è un'attrice: Soha Ali Khan.
Il suo debutto avviene nel 1992 con il film Parampara, ma il vero successo arriva nel 1994 con il film Main Khiladi Tu Anari.
Dopo un po' di anni in declino nel 2001 prende parte al cast di Dil Chahta Hai che segna l'inizio di una carriera consolidata fino ad oggi.

## Vita privata
Nel 1991 sposa l'attrice Amrita Singh più grande di lui di qualche anno e relazione che dura sino al 2004, dalla quale ha avuto 2 figli Sara Ali Khan e Ibrheem Ali Khan. Nel 2008 si lega all'attrice Kareena Kapoor con la quale si è sposato in seconde nozze il 16 ottobre 2012.

## Filmografia

### Cinema
- Parampara, regia di Yash Chopra (1993)
- Aashik Aawara, regia di Umesh Mehra (1993)
- Pehchaan, regia di Deepak S. Shivdasani (1993)
- Imtihaan, regia di Harry Baweja (1994)
- Yeh Dillagi, regia di Naresh Malhotra (1994)
- Main Khiladi Tu Anari, regia di Sameer Malkan (1994)
- Yaar Gaddar, regia di Umesh Mehra (1994)
- Aao Pyaar Karen, regia di Ravindra Peepat (1994)
- Surakshaa, regia di Anand e Raju Mavani (1995)
- Bambai Ka Babu, regia di Vikram Bhatt (1996)
- Tu Chor Main Sipahi, regia di Guddu Dhanoa (1996)
- Dil Tera Diwana, regia di Lawrence D'Souza (1996)
- Ek Tha Raja, regia di Dayal Nihalani (1996)
- Hameshaa, regia di Sanjay Gupta (1997)
- Udaan, regia di Govardhan Asrani (1997)
- Keemat: They Are Back, regia di Sameer Malkan (1998)
- Humse Badhkar Kaun: The Entertainer, regia di Deepak Anand (1998)
- Kachche Dhaage, regia di Milan Luthria (1999)
- Aarzoo, regia di Lawrence D'Souza (1999)
- Biwi No.1, regia di David Dhawan (1999)
- Hum Saath-Saath Hain, regia di Sooraj Barjatya (1999)
- Yeh Hai Mumbai Meri Jaan, regia di Mahesh Bhatt (1999)
- Kya Kehna, regia di Kundan Shah (2000)
- Love Ke Liye Kuch Bhi Karega, regia di Eeshwar Nivas (2001)
- Dil Chahta Hai, regia di Farhan Akhtar (2001)
- Rehnaa Hai Terre Dil Mein, regia di Gautham Vasudev Menon (2001)
- Na Tum Jaano Na Hum, regia di Arjun Sablok (2002)
- Darna Mana Hai, regia di Prawaal Raman (2003)
- Kal Ho Naa Ho, regia di Nikhil Advani (2003)
- LOC Kargil, regia di J. P. Dutta (2003)
- Ek Hasina Thi, regia di Sriram Raghavan (2004)
- Io & tu - Confusione d'amore (Hum Tum), regia di Kunal Kohli (2004)
- Parineeta, regia di Pradeep Sarkar (2005)
- Cuori in onda (Salaam Namaste), regia di Siddharth Anand (2005)
- Being Cyrus, regia di Homi Adajania (2005)
- Omkara, regia di Vishal Bhardwaj (2006)
- Eklavya: The Royal Guard, regia di Vidhu Vinod Chopra (2007)
- Nehlle Pe Dehlla, regia di Ajay Chandhok (2007)
- Ta Ra Rum Pum, regia di Siddharth Anand (2007)
- Om Shanti Om, regia di Farah Khan (2007) - Comparsa speciale nella canzone "Om Shanti Om"
- Un truffatore in famiglia (Race), regia di Abbas-Mustan (2008)
- Tashan, regia di Vijay Krishna Acharya (2008)
- Un pizzico d'amore e di magia (Thoda Pyaar Thoda Magic), regia di Kunal Kohli (2008)
- Sanam Teri Kasam, regia di Lawrence D'Souza (2009)
- L'amore ieri e oggi (Love Aaj Kal), regia di Imtiaz Ali (2009)
- Kurbaan, regia di Renzil D'Silva (2009)
- Aarakshan, regia di Prakash Jha (2011)
- Agent Vinod, regia di Sriram Raghavan (2012)
- Cocktail, regia di Homi Adajania (2012)
- Race 2, regia di Abbas Burmawalla (2013)
- Go Goa Gone, regia di Krishna D.K. e Raj Nidimoru (2013)
- Bullett Raja, regia di Tigmanshu Dhulia e Ajit Sable (2013)
- Humshakals, regia di Sajid Khan (2014)
- Happy Ending, regia di Krishna D.K. e Raj Nidimoru (2014)
- Dolly Ki Doli, regia di Abhishek Dogra (2015)
- Phantom, regia di Kabir Khan (2015)
- Rangoon, regia di Vishal Bhardwaj (2017)
- Chef, regia di Raja Menon (2017)
- Kaalakaandi, regia di Akshat Verma (2018)
- Baazaar, regia di Gauravv K. Chawla e Samuel Wilde (2018)
- Laal Kaptaan, regia di Navdeep Singh (2019)
- Tanhaji: The Unsung Warrior, regia di Om Raut (2020)
- Jawaani Jaaneman, regia di Nitin Kakkar (2020)
- Dil Bechara, regia di Mukesh Chhabra (2020)
- Bhoot Police, regia di Pavan Kirpalani (2021)
- Bunty Aur Babli 2, regia di Varun V. Sharma (2021)
- Vikram Vedha, regia di Gayatri e Pushkar (2022)
- Adipurush, regia di Om Raut (2023)

### Televisione
- Sacred Games – serie TV, 16 episodi (2018-2019)